# Cá nóc chuột vằn mang
Cá nóc chuột vằn mang (tên khoa học: Arothron immaculatus), còn gọi là cá nóc chuột viền đuôi, là một loài cá biển thuộc chi Arothron trong họ Cá nóc. Loài này được mô tả lần đầu tiên vào năm 1801.

## Từ nguyên
Tính từ định danh immaculatus được ghép bởi hai âm tiết trong tiếng Latinh: tiền tố im ("không có") và maculatus ("lốm đốm"), hàm ý không rõ, có lẽ đề cập đến việc cơ thể của loài cá này không có vệt đốm hoặc dải sọc nào.

## Phạm vi phân bố và môi trường sống
Cá nóc chuột vằn mang được phân bố rộng khắp khu vực Ấn Độ Dương - Thái Bình Dương, từ Biển Đỏ và bờ biển Đông Phi trải dài về phía đông đến Biển Đông, ngược lên phía bắc đến vịnh Oman, quần đảo Ryukyu (Nhật Bản) và đảo Đài Loan, giới hạn phía nam đến Nam Phi, Úc và Nouvelle-Calédonie.
Cá nóc chuột vằn mang sống trên nền đáy bùn hoặc thảm cỏ biển, cũng có thể được bắt gặp ở khu vực cửa sông và rừng ngập mặn, được tìm thấy ở độ sâu khoảng từ 3 đến ít nhất là 30 m.

## Mô tả
Chiều dài cơ thể lớn nhất được ghi nhận ở cá nóc chuột vằn mang là 37,5 cm. Thân màu xám hoặc xanh lục nhạt (sẫm màu hơn ở lưng), không có vằn đốm; bụng trắng. Các vây có màu vàng lục. Rìa vây đuôi được viền đen. Một đốm rất lớn bao quanh gốc vây ngực.
Số tia vây ở vây lưng: 9–11; Số tia vây ở vây hậu môn: 8–10; Số tia vây ở vây ngực: 14–19; Số tia vây ở vây đuôi: 7–10.

## Sinh thái học
Ở Việt Nam, cá nóc chuột vằn mang là một trong số những loài cá nóc có độc tính rất mạnh, đặc biệt, hàm lượng độc chất cao xuất hiện từ tháng 4 đến tháng 10.
Thức ăn chủ yếu của cá nóc chuột vằn mang là các loài thủy sinh tầng đáy.

## Thương mại
Cá nóc chuột vằn mang được xuất khẩu trong ngành thương mại cá cảnh, chủ yếu từ Maldives và Indonesia.